# Aeroportul Regional Marion County
Aeroportul Regional Marion County (IATA: FLP, ICAO: KFLP, FAA LID: FLP) este un aeroport din Flippin⁠(d), Comitatul Marion, Arkansas, Arkansas, Statele Unite ale Americii.
Situat la o altitudine de 219 m, aeroportul dispune de 1 pistă.

## Infrastructură

### Piste
Aeroportul dispune de o singură pistă. Pista 04/22 are suprafața de asfalt și dimensiunile 5.001 picioare × 75 picioare. 